# Дорожній конус

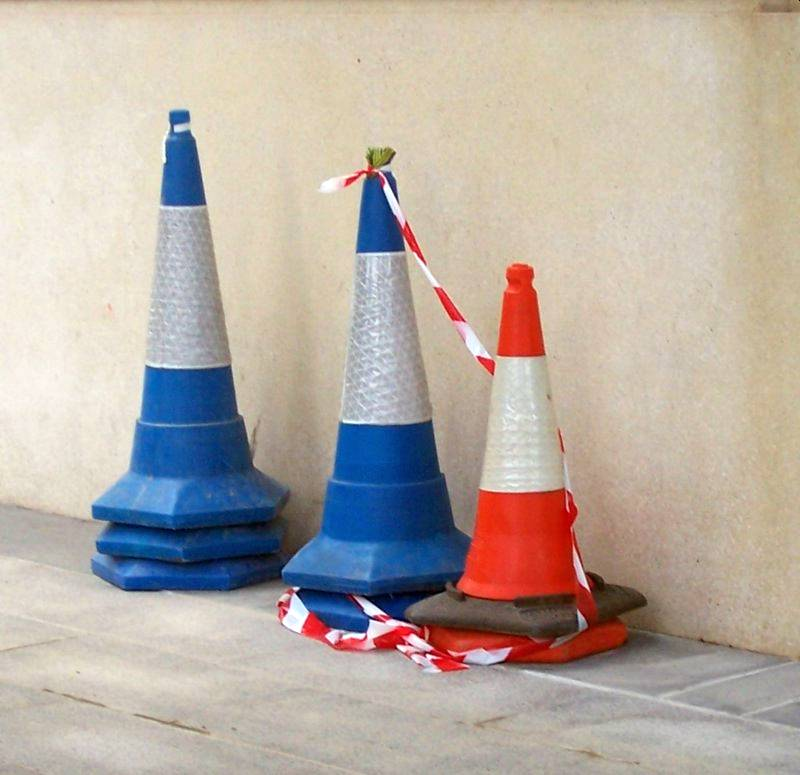
Конуси зазвичай використовуються для перенаправлення трафіку. Світловідбиваючі рукави для нічної видимості; на босів у верхній легкість обробки і може бути використане для кріплення стрічки обережно.

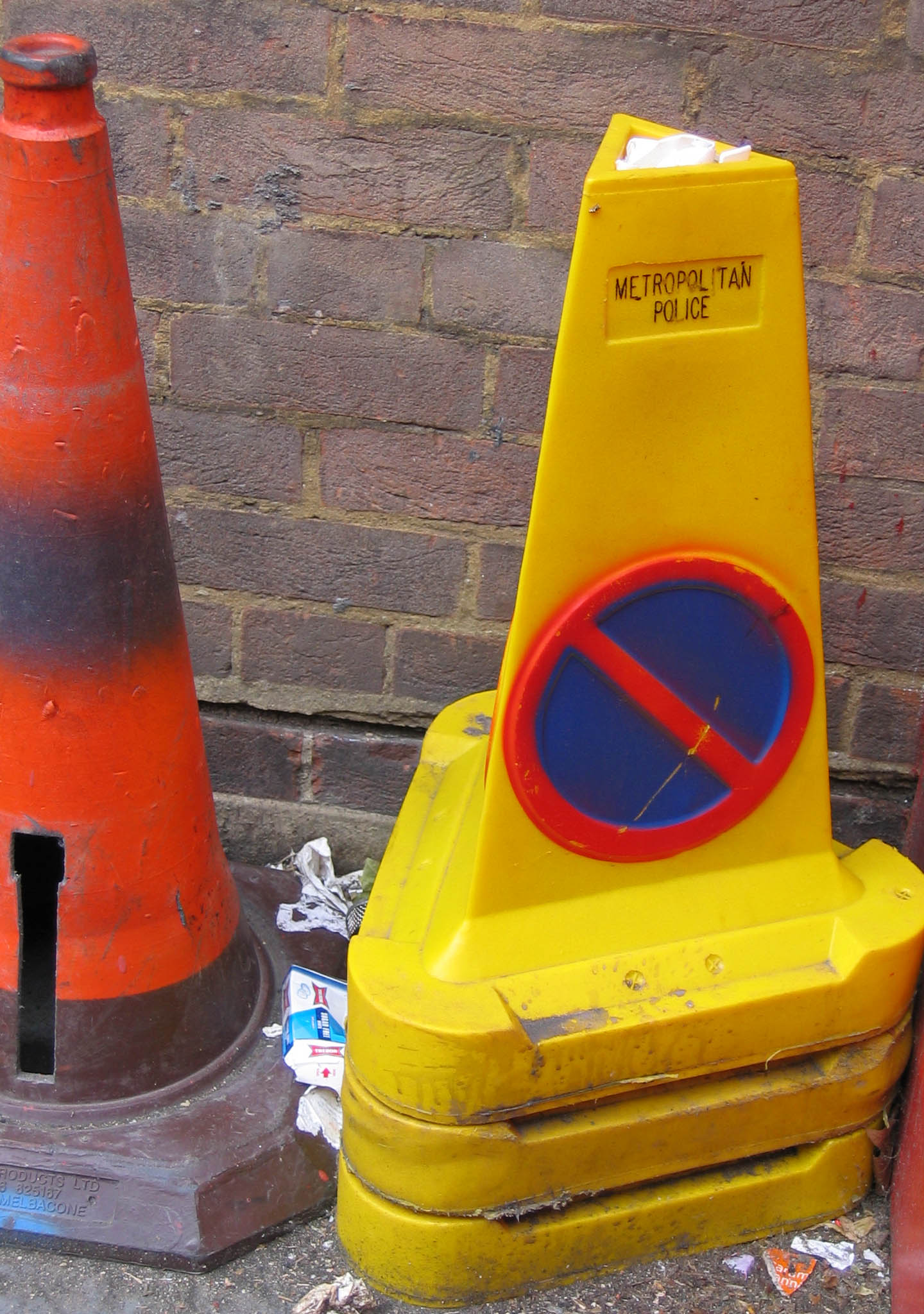
Дорожній конус (жовтий), обладнаний знаком, щоб вказати, що паркування заборонено.

Конуси, дорожні конуси, конуси безпеки — тимчасовий дорожній знак на пластиковій підставці зазвичай конічної форми, розміщується на дорогах або пішохідній зоні для тимчасового перенаправлення трафіку. Часто більш масивні конуси можуть використовуватись для перерозподілу смуг на проїзній частині доріг, для злиття смуг при виконанні дорожньо-будівельних робіт, при автомобільних аваріях. Щоб залишатися на місці протягом тривалого періоду часу, можуть бути виготовлені з більш стійкого матеріалу, ніж пластмаса.

## Історія
Конуси придумав Чарльз Скенлон, американець, який здогадався їх уперше використати, працюючи малярем у Лос-Анджелесі. Патент на його винахід було видано у 1943 році.